# Hargita megye természetvédelmi területeinek listája
Hargita megye természetvédelmi területeinek listája azokat a természetvédelmi területeket tartalmazza, amelyek a romániai Hargita megyében találhatóak, és országos jelentőségűnek minősülnek az 5/2000 számú törvény értelmében.
| Kód       | Kép | Magyar elnevezés             | Román elnevezés                                  | Helység                   | IUCN- kategória | Típus                        | Terület (ha) |
| --------- | --- | ---------------------------- | ------------------------------------------------ | ------------------------- | --------------- | ---------------------------- | ------------ |
| RONPA0475 |     | Sóhát és Sószoros            | Muntele de sare Praid                            | Parajd község             | III             | geológiai                    | 60           |
| RONPA0476 |     | Bányapatak-feje              | Rezervaţia geologică de la Sâncrăieni            | Csíkszentimrei Büdösfürdő | III             | geológiai                    | 10           |
| RONPA0477 |     | Rák-tó                       | Lacul Rat                                        | Nagygalambfalva           | IV              | florisztikai és faunisztikai | 10           |
| RONPA0478 |     | Csigadomb                    | Dealul Melcului                                  | Korond                    | IV              | geológiai                    | 8            |
| RONPA0479 |     | Fiatfalvi iszapvulkánok      | Vulcanii noroioşi de la Filiaş                   | Fiatfalva                 | III             | florisztikai és geológiai    | 1            |
| RONPA0480 |     | Súgó-barlang                 | Peştera Şugău                                    | Tekerőpatak               | III             | barlangtani                  | 17           |
| RONPA0481 |     | Likas-zsomboly               | Avenul Licaş                                     | Gyilkostó                 | III             | geológiai                    | 5            |
| RONPA0482 |     | Lúcs-tőzegláp                | Tinovul Luci                                     | Csíkszentkirály           | IV              | erdészeti és florisztikai    | 273          |
| RONPA0483 |     | Fenék-rétláp                 | Mlaştina După Luncă                              | Vasláb község             | IV              | florisztikai és faunisztikai | 40           |
| RONPA0484 |     | Kicsi Romlásmező-tőzegláp    | Tinovul „Kicsi Romlásmezö” de la Plăieşii de Jos | Kászonaltíz               | IV              | erdészeti és florisztikai    |              |
| RONPA0485 |     | Nárciszmező                  | Poiana narciselor de la Vlăhiţa                  | Szentegyháza              | IV              | florisztikai                 | 20           |
| RONPA0486 |     | Borzonti Nyíres              | Piemontul Nyíres de la Borzont                   | Borzont                   | IV              | botanikai                    | 20           |
| RONPA0487 |     | Vereskő                      | Pietrele Roşii                                   | Gyergyótölgyes            | IV              | florisztikai és geológiai    | 14           |
| RONPA0488 |     | Nagyrét-láp                  | Mlaştina cea Mare                                | Gyergyóremete             | IV              | florisztikai és faunisztikai | 4            |
| RONPA0489 |     | Közép-patak lápja            | Mlaştina Valea de Mijloc                         | Újtusnád                  | IV              | florisztikai és faunisztikai | 4            |
| RONPA0490 |     | Benes-rétláp                 | Mlaştina Beneş                                   | Csíkverebes               | IV              | florisztikai és faunisztikai | 4            |
| RONPA0491 |     | Dobreanu-patak lápja         | Pârâul Dobreanului                               | Bélbor                    | IV              | vegyes                       | 4            |
| RONPA0492 |     | Csíkszentimrei Büdösfürdő    | Mlaştina Büdös - Sântimbru                       | Csíkszentimrei Büdösfürdő | IV              | florisztikai és faunisztikai | 3            |
| RONPA0493 |     | Nádasfürdő lápja             | Mlaştina Nádaş                                   | Újtusnád                  | IV              | florisztikai és faunisztikai | 4            |
| RONPA0494 |     | Hargitaliget                 | Mlaştina Dumbrava Harghitei                      | Kirulyfürdő               | IV              | florisztikai és faunisztikai | 2            |
| RONPA0495 |     | Borsáros-láp                 | Mlaştina Borsároş - Sâncrăieni                   | Csíkszentkirály           | IV              | florisztikai és faunisztikai | 1            |
| RONPA0496 |     | Kerek-szék                   | Scaunul Rotund                                   | Borszék                   | IV              | florisztikai és geológiai    | 40           |
| RONPA0497 |     | Jézer-tó                     | Lacul Iezer din Călimani                         | Maroshévíz                | IV              | vegyes                       | 322          |
| RONPA0498 |     | Hármasliget                  | Rezervaţia botanică Borsec                       | Borszék                   | IV              | botanikai                    | 2            |
| RONPA0499 |     | Békás-szoros és Gyilkos-tó   | Cheile Bicazului şi Lacul Roşu                   | Gyergyószentmiklós        | IV              | vegyes                       | 2126,53      |
| RONPA0500 |     | Fekete-Hagymás - Egyes-kő    | Masivul Hăşmaşu Mare - Piatra Singuratică        | Csíkszentdomokos          | IV              | vegyes                       | 800          |
| RONPA0501 |     | Sólyom-kő                    | Piatra Şoimilor                                  | Tusnádfürdő               | IV              | geológiai                    | 1            |
| RONPA0502 |     | Vargyas-szoros és barlangjai | Cheile Vârghişului şi peşterile din chei         | Homoródalmás, Vargyas     | IV              | vegyes                       | 800          |
| RONPA0503 |     | Szent Anna-tó                | Lacul Sfânta Ana                                 | Lázárfalva                | IV              | vegyes                       | 240          |
| RONPA0504 |     | Mohos-tőzegláp               | Tinovul Mohoş                                    | Lázárfalva                | IV              | florisztikai és faunisztikai | 240          |
| RONPA0505 |     | Firtos                       | Dealul Firtuş                                    | Firtosváralja             | IV              | erdészeti és florisztikai    | 40           |
| RONPA0506 |     | Homoródszentpáli madárpihenő | Popasul păsărilor de la Sânpaul                  | Homoródszentpál           | IV              | ornitológiai                 | 10           |
| RONPA0507 |     | Nyírkert-rétláp              | Mlaştina Nyirkert                                | Újtusnád                  | IV              | florisztikai és faunisztikai | 4            |
| RONPA0508 |     | Maroshévízi termálvízesés    | Cascada de apă termală Topliţa                   | Maroshévíz                | IV              | tájképi                      | 0,5          |
| RONPA0509 |     | Kicsi-Csemő-rétláp           | Mlaştina Csemő - Vrabia                          | Csíkverebes               | IV              | florisztikai                 | 5            |
| RONPA0510 |     | Ördög-tó                     | Lacul Dracului                                   | Karcfalva                 | IV              | botanikai                    | 20           |

## Fordítás
Ez a szócikk részben vagy egészben  a   Lista rezervaţiilor naturale din judeţul Harghita című román Wikipédia-szócikk ezen változatának fordításán alapul.  Az eredeti cikk szerkesztőit annak laptörténete sorolja fel. Ez a jelzés csupán a megfogalmazás eredetét és a szerzői jogokat jelzi, nem szolgál a cikkben szereplő információk forrásmegjelöléseként.